# Mehmet Kurtuluş
Mehmet Kurtuluş, né le 27 avril 1972 à Uşak (Turquie), est un acteur, réalisateur et producteur turco-allemand.

## Biographie

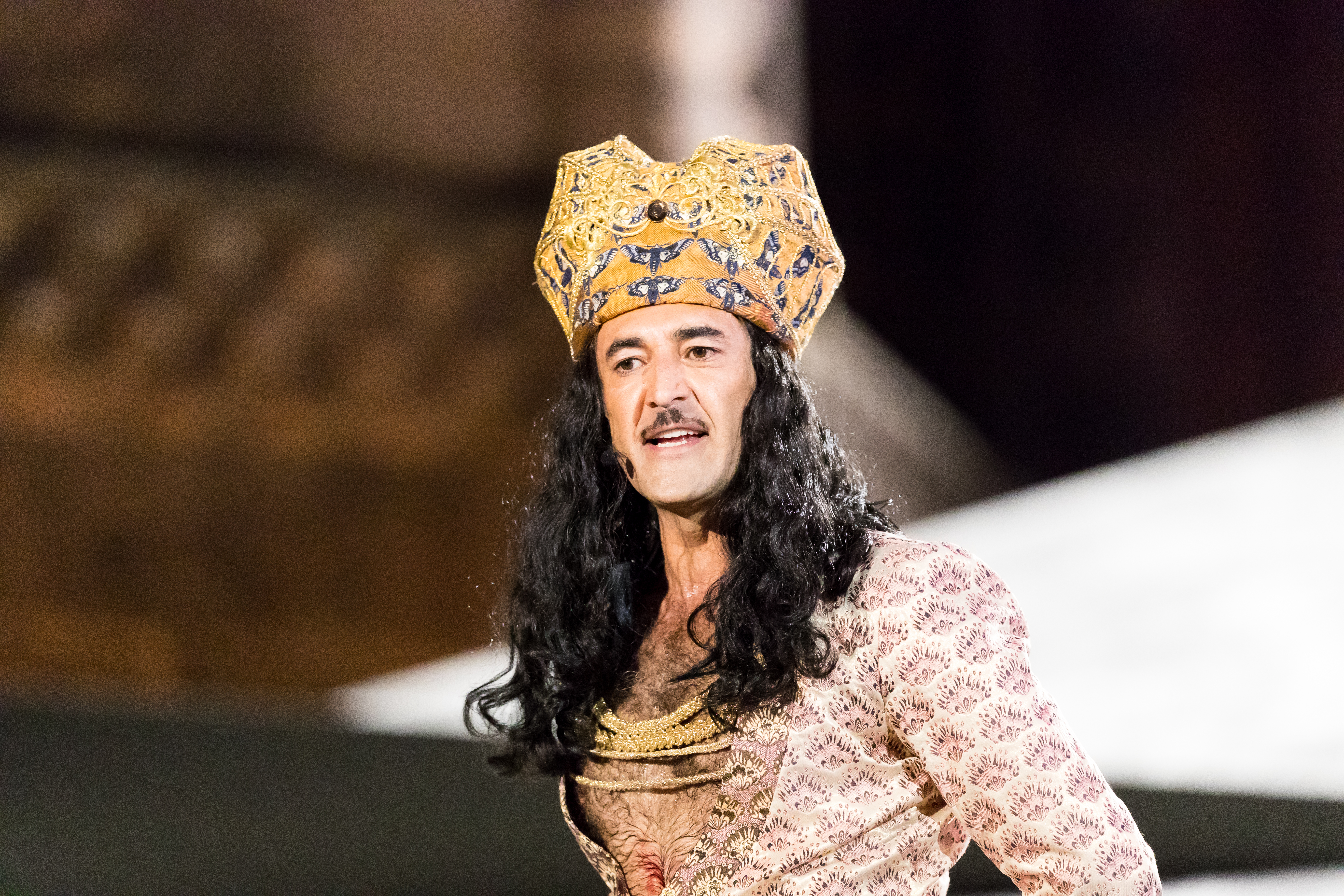
Mehmet Kurtuluş au Festival des Nibelungen de Worms en 2017.

Mehmet Kurtuluş est né dans la ville turque d'Uşak le 27 avril 1972. En 1974, âgé d'un an et demi, il émigre en Allemagne de l'Ouest avec sa famille qui s'installe dans la localité de Salzgitter.
Mehmet Kurtuluş connaît ses premiers succès en jouant pour la troupe de théâtre du gymnasium de Fredenberg (de) où il est scolarisé. Après l'obtention de son abitur en 1991, il rejoint le Staatstheater Braunschweig. En 1994, il est repéré par Evelyn Hamann lors du tournage d'un épisode d'Adelheid und ihre Mörder où il apparaît une dizaine de secondes dans un rôle secondaire. L'actrice devient rapidement son mentor et lui obtient un rôle dans la pièce de théâtre Pfefferkuchen und Gin, jouée en 1994 et 1995 dans des salles prestigieuses comme la Komödie Winterhuder Fährhaus de Hambourg et le Theater am Kurfürstendamm de Berlin.
Mehmet Kurtuluş poursuit sa carrière à la télévision (où il enchaîne des rôles mineurs) et au théâtre, notamment au Hamburger Kammerspiele où une rencontre va changer sa vie : celle du réalisateur de cinéma Fatih Akın. La collaboration entre les deux hommes propulse Mehmet Kurtuluş sur les devants de la scène, avec Getürkt (de) en 1996, mais surtout L'Engrenage en 1998 dans lequel il tient le rôle principal, celui du jeune Turc Gabriel.
Après sa révélation au grand public, Mehmet Kurtuluş apparaît aux côtés d'Heino Ferch et Nicolette Krebitz dans le téléfilm à succès Le Tunnel diffusé sur Sat.1 en 2001. Peu de temps après, la réalisatrice Doris Dörrie le choisit pour jouer dans sa comédie érotique Le Défi qui sort sur grand écran en 2002. Mehmet Kurtuluş retourne cependant rapidement travailler à la télévision et rencontre sur le tournage des Larmes du Vietnam l'actrice luxembourgeoise Désirée Nosbusch avec qui il finit par se fiancer,.
Depuis novembre 2007, Mehmet Kurtuluş parraine l'Académie musicale de Brunswick,.

## Famille et vie privée
Mehmet Kurtuluş est le frère cadet de Tekin Kurtuluş (en), lui aussi acteur.
De 2004 à 2012, il est en couple avec l'actrice luxembourgeoise Désirée Nosbusch. Il est le père biologique de deux enfants issus d'une précédente relation.

## Filmographie partielle

### Comme acteur

#### Cinéma
- 1996 : Getürkt (de) de Fatih Akın : Ilami
- 1998 : L'Engrenage de Fatih Akın : Gabriel
- 2000 : Julie en juillet de Fatih Akın : İsa
- 2001 : Herz (de) de Horst Johann Sczerba (de) : Cem Rüya
- 2002 : Boran d'Alexander Berner : Deniz Akim
- 2002 : Le Défi de Doris Dörrie : Dylan
- 2002 : Equilibrium de Kurt Wimmer : Le coordonnateur de recherche
- 2003 : La Chute d'Abdulhamid (tr) de Ziya Öztan (tr) : Şefik Aker (tr)
- 2004 : Head-On de Fatih Akın : Un barman d'Istanbul
- 2004 : Soundless de Mennan Yapo : Le chef de la sécurité du Russe
- 2007 : Pars: Operation Cherry (en) d'Osman Sınav (en) : Atilla Karahan
- 2009 : Vasha de Hannu Salonen (fi) : Artur
- 2010 : Transfer de Damir Lukačević (de) : Laurin
- 2014 : Big Game de Jalmari Helander : Hazar
- 2014 : Honig im Kopf de Til Schweiger : Dr. Holst
- 2015 : Le Club des cinq et le Secret de la pyramide de Mike Marzuk (de) : Farouk
- 2016 : Clair-obscur de Yeşim Ustaoğlu : Cem
- 2019 : Qui a tué Lady Winsley ? de Hiner Saleem : Fergan
- 2019 : Abikalypse d'Adolfo Kolmerer (de) : Mustis Vater
- 2022 : Winnetou (de) de Mike Marzuk (de) : Intschu-Tschuna
- 2024 : Mary de D. J. Caruso : Baba ben Buta (en)

#### Télévision

##### Téléfilms
- 1999 : Versprich mir, dass es den Himmel gibt (de) de Martin Enlen (de) : Louis
- 2001 : Le Tunnel de Roland Suso Richter : Vittorio "Vic" Castanza
- 2005 : Les larmes du Vietnam d'Uwe Janson (en) : Robin
- 2007 : Caccia segreta (it) de Massimo Spano (it) : Gandhar

##### Séries télévisées
- 1994 : Adelheid und ihre Mörder : Hassan (saison 1, épisode 4)
- 1995 : Evelyn Hamanns Geschichten aus dem Leben (de) : Hassan (saison 2, épisode 3)
- 1996 : Sterne des Südens (en) : ? (saison 4, épisode 8)
- 1996 : SK-Babies (en) : Hakan Yassin (saison 1, épisode 4)
- 2004 : Kasirga insanlari : Selçuk
- 2007-2012 : Cem Aslan (épisode 684) et Cenk Batu (de) (épisodes 709, 729, 760, 792, 821 et 837)
- 2015-2016 : Muhteşem Yüzyıl: Kösem : Boşnak Dervish Mehmed Pacha (saison 1, épisodes 1 à 19)
- 2017 : Culpa – Niemand ist ohne Schuld (de) : Le journaliste (épisode 4)
- 2018 : Le Protecteur d'Istanbul : Mazhar Dragusha (saison 1, épisodes 1 à 9)
- depuis 2020 : Into the Night : Ayaz Kobanbay
- depuis 2022 : Yakamoz S-245 : Ayaz Kobanbay (saison 1, épisode 7)

### Comme réalisateur

#### Cinéma
- 2016 : Bad Cat (coréalisateur)

### Comme producteur

#### Cinéma
- 2004 : Head-On (coproducteur)
- 2016 : Bad Cat
- 2018 : Papillons (en) (coproducteur)